# International Airlines Group
International Airlines Group (неофициально IAG, официально International Consolidated Airlines Group, S.A.) — международный авиационный холдинг со штаб-квартирой в Лондоне и официальной регистрацией в Мадриде. Образован в январе 2011 года в результате слияния British Airways и Iberia — флагманских авиаперевозчиков Великобритании и Испании соответственно. По результатам 2010 года по уровню дохода занял седьмое место среди всех авиакомпаний в мире и третье место в Европе.
24 января 2011 года авиахолдинг прошёл процедуру первичного размещения акций на Лондонской фондовой бирже, войдя в список ста крупнейших компаний биржи, по капитализации которых рассчитывается основной её индекс FTSE 100. Акции холдинга имеют вторичное размещение на фондовых биржах Мадрида, Барселоны и Валенсии, а 1 апреля 2011 года холдинг был включён в список компаний, по которым рассчитывается ключевой испанский фондовый индекс IBEX 35.

## История
В ноябре 2009 года авиакомпании British Airways и Iberia объявили о подписании предварительного соглашения о слиянии компаний. В апреле 2010 года British Airways и Iberia подписали соглашение о слиянии, после чего была официально объявлена дата окончания слияния — конец 2010 года при условии обеспечения необходимых формальностей, в том числе и с учётом получения одобрения комиссией по антимонопольной политики Евросоюза. Объединение авиакомпаний завершилось 21 января 2011 года.
В марте 2011 года холдинг IAG объявил о намерении приобрести восемь самолётов Airbus A330-300 и разместить опцион на ещё восемь лайнеров того же типа, которые будут использоваться для выполнения дальнемагистральных рейсов Иберии. 6 октября того же года руководство холдинга сообщило о создании дочерней компании Iberia Express — новой бюджетной авиакомпании, маршрутная сеть которой будет распространяться на ближне- и среднемагистральные направления в транзитные узлы (хабы) основных авиаперевозчиков холдинга. Iberia Express начала операционную деятельность 25 марта следующего года.
4 ноября 2011 года IAG приобрёл British Midland International (BMI) у немецкой авиакомпании Lufthansa (сумма покупки при этом не оглашалась), что увеличило число слотов в лондонском аэропорту Хитроу с 45 % до 54 % на внутренних и международных направлениях. 22 декабря того же года директора обоих авиаперевозчиков озвучили окончательную сумму покупки/продажи, составившую 172,5 миллиона фунтов стерлингов. Сделка завершена в апреле 2012 года.
В декабре 2012 года грузовые перевозки всех составляющих холдинга были объединены в дочернюю компанию IAG Cargo.
В апреле 2013 года была куплена бюджетная авиакомпания Vueling, базирующаяся в Барселоне.
В 2015 году холдингом была куплена национальная авиакомпания Ирландии Aer Lingus; сумма сделки составила 1,36 млрд евро. В 2018 году был создан бренд LEVEL, под которым были объединены две авиакомпании, Anisec Luftfahrt (ставшая LEVEL Austria) и OpenSkies (ставшая LEVEL France).

## Операционная деятельность

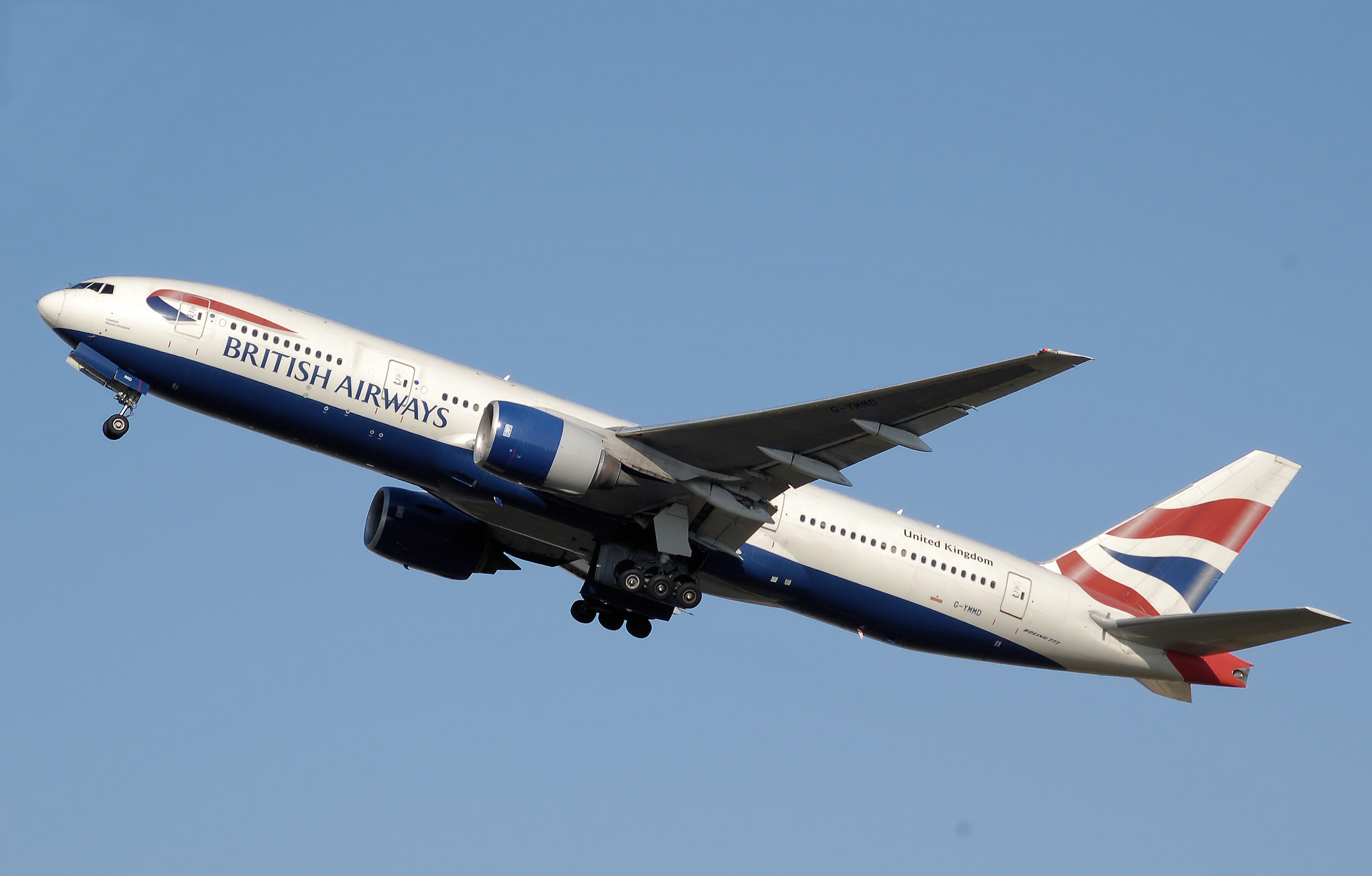
Boeing 777—200 авиакомпании British Airways

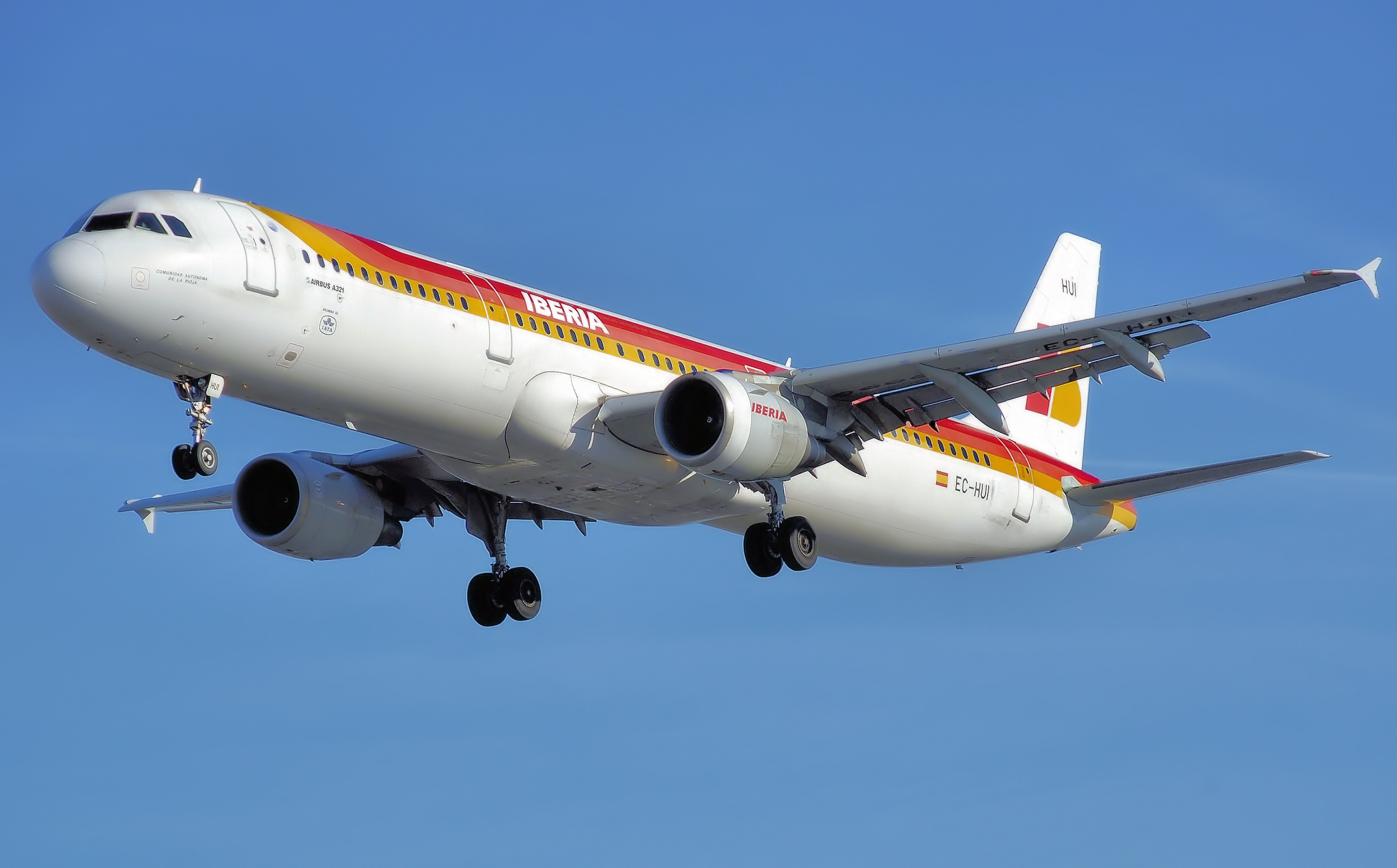
Airbus A321-200 авиакомпании Iberia Airlines

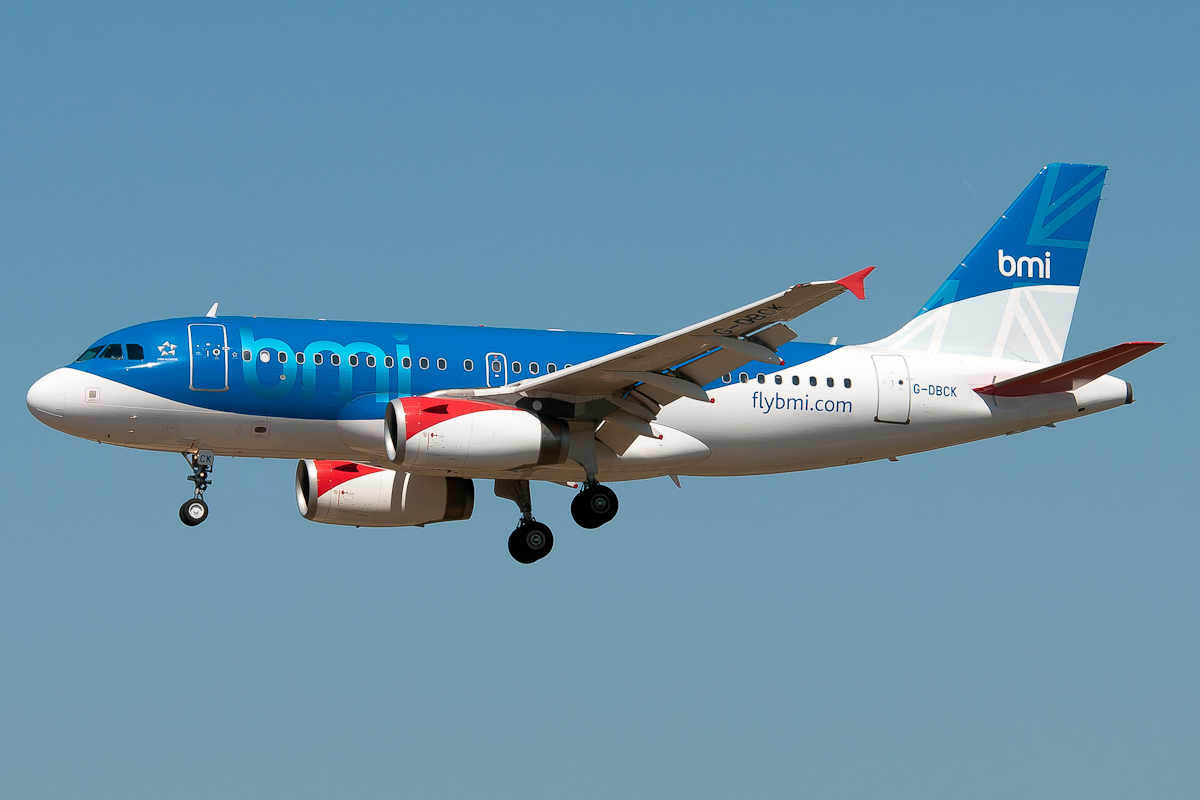
Airbus A319-100 авиакомпании bmi

Холдинг IAG на конец 2021 года эксплуатировал 531 самолёт и обслуживает 279 направлений, пассажиропоток составил более 38 млн пассажиров в год. British Airways и Iberia продолжают работать под отдельными брендами .

### Составляющие холдинга
Дочерние компании, подразделения и франшизы холдинга на 2021 год:
- British Airways — в 100 % собственности
  -  BA CityFlyer — в 100 % собственности
  - LEVEL
    -  LEVEL Austria (до 2018 года Anisec Luftfahrt) — 100 %
    -  LEVEL France (до 2018 года OpenSkies) — в 100 % собственности

  -  Comair — холдингу принадлежит 18 % акций
  -  Sun-Air — франшиза
- Iberia Airlines — в 100 % собственности
  -  Iberia Regional (оператор  Air Nostrum) — в 100 % собственности
  -  Iberia Express — в 100 % собственности
  -  Vueling — холдингу принадлежит 90,51 % акций
- Aer Lingus и Aer Lingus Regional — 100 %
- Royal Air Maroc — холдингу принадлежит 0,95 % акций
- Air Mauritius — холдингу принадлежит 2,3 % акций
- Norwegian Air Shuttle — 4,6 %

### Финансовая деятельность
|                     | 2011  | 2012   | 2013  | 2014  | 2015  | 2016  | 2017  | 2018  | 2019  | 2020   | 2021   |
| ------------------- | ----- | ------ | ----- | ----- | ----- | ----- | ----- | ----- | ----- | ------ | ------ |
| Оборот              | 16,10 | 18,12  | 18,57 | 20,17 | 22,86 | 22,57 | 22,88 | 24,41 | 25,51 | 7,806  | 8,455  |
| Чистая прибыль      | 0,582 | -0,923 | 0,147 | 1,003 | 1,516 | 1,952 | 2,009 | 2,897 | 1,715 | -6,923 | -2,933 |
| Активы              | 19,75 | 19,84  | 20,78 | 23,65 | 28,24 | 27,37 | 27,23 | 28,03 | 35,45 | 30,26  | 34,41  |
| Собственный капитал | 5,686 | 5,055  | 4,216 | 3,793 | 5,534 | 5,664 | 6,933 | 6,720 | 6,829 | 1,316  | 0,846  |
| Пассажиропоток, млн | 51,69 | 54,60  | 67,22 | 77,33 | 88,33 | 100,7 | 104,8 | 112,9 | 118,3 | 31,3   | 38,86  |
| Сотрудников, тыс.   | 56,79 | 59,57  | 60,08 | 59,48 | 60,86 | 63,39 | 63,42 | 64,73 | 66,03 | 60,61  | 50,22  |

## Управление
IAG имеет свой оперативный штаб, который контролирует управление как его испанских, так и британских дочерних компаний. Холдинг зарегистрирован в Испании. Заседания совета директоров проводятся в Мадриде, «налоговая прописка» компании также в Испании.
Крупнейшими акционерами являются Qatar Airways (25,2 %) и Templeton Global Advisors (2,16 %).

## Флот
По состоянию на 30 июня 2011 года холдинг IAG эксплуатировал воздушный флот из 347 самолётов, дополнительно 71 лайнер заказан у производителей и ещё на 86 машин был размещён опцион. Наиболее используемый тип самолёта — серия Airbus A320 (125 единиц).